# Котрикадзе, Сергей Парменович
Сергей (Серго) Парменович Котрикадзе (груз. სერგო კოტრიკაძე, 9 августа 1936, Чохатаури, Грузинская ССР, СССР — 3 мая 2011, Стокгольм, Швеция) — советский и грузинский футболист, вратарь и тренер, заслуженный мастер спорта СССР (1969).

## Биография
Младший брат Александра Котрикадзе. Выступал за «Динамо» Тбилиси и «Торпедо» Кутаиси. За олимпийскую сборную СССР провёл два матча.
В 1962 году в составе сборной СССР отправился на чемпионат мира в Чили, где не сыграл ни одного матча, а сборная дошла до четвертьфинала.
В 1963 году сыграл два матча за олимпийскую сборную СССР. Первый — 22 июля против сборной Финляндии (7:0). Второй — 1 августа в гостях также против Финляндии (4:0).
С 1971 года — на тренерской работе. В 1971—1973 гг. — тренер Динамо (Тбилиси), в 1974—1977 гг. — тренер школы «Динамо» (Тбилиси). Начальник команды «Локомотив» Тбилиси (1997–98). Главный тренер команд «ВИТ Джорджия» (Тбилиси; 1999–2000) и «Локомотив» Тбилиси (2001). Работал тренером вратарей в юношеских сборных Грузии, скончался 3 мая 2011 года от сердечного приступа, сопровождая юношескую сборную Грузии на турнир в Швеции.

## Достижения

### Командные
- Чемпион СССР: 1964
- Бронзовый призёр чемпионата СССР: 1959, 1962, 1967

### Личные
- Лучший вратарь СССР: 1962
- Включён в список 33 лучших футболистов сезона в СССР: 1960—1963 (каждый раз — № 3)
- В 2000 году признан лучшим вратарём Грузии XX века[2]